# بابایونس
بابایونس جماعت و شهرکی در جنوب غربی کشور تاجیکستان است که در ناحیهٔ تیمورملک ولایت ختلان قرار دارد. جمعیت این جماعت ۶۰۰۸ است.